# Box of Secrets
Box of Secrets è l'album di debutto della band indie rock Blood Red Shoes, pubblicato il 14 aprile 2008, per l'etichetta Mercury Records.
La tracklist non appare nel libretto del CD. Curiosamente la title track Box of Secrets non fa parte dell'album, ma solamente come B-side del singolo It's Getting Boring by the Sea.
La traccia Hope You're Holding Up è la sola canzone dei Blood Red Shoes a non essere integralmente suonata dai due membri della band: vede infatti la partecipazione di Harriet dei Los Campesinos! al violino.

## Tracce
1. Doesn't Matter Much – 3:25
2. You Bring Me Down – 3:42
3. Try Harder – 3:50
4. Say Something, Say Anything – 3:12
5. I Wish I Was Someone Better – 3:48
6. Take The Weight – 4:38
7. A.D.H.D – 3:17
8. This Is Not for You – 4:32
9. It's Getting Boring by the Sea – 2:56
10. Forgive Nothing – 3:10
11. Hope You're Holding Up – 5:12
12. The Way It Goes (traccia bonus presente solo nell'edizione giapponese) – 2:28